# Dori Schaer-Born

Dori Schaer (1992)

Dori Schaer-Born oder auch Dora Schär (* 12. Juli 1942)  ist eine Schweizer Politikerin (SP). Sie war von 1992 bis 2002 Regierungsrätin des Kantons Bern und damit nach Leni Robert die zweite Frau, die im Kanton Bern ein Regierungsamt innehatte. Sie wirkte als kantonale Bau-, Verkehrs- und Energiedirektorin. 1995/1996 war sie erste Regierungspräsidentin des Kantons Bern. Nationale Bekanntheit erlangte sie durch ihr Engagement für die Lötschbergachse der Neuen Eisenbahn-Alpentransversalen Neat.

## Beruflicher Werdegang

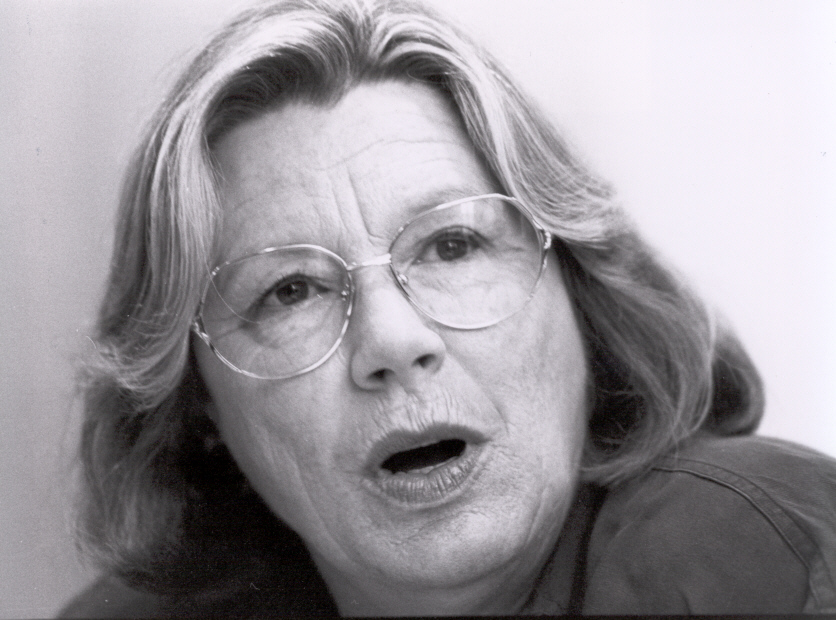
Dori Schaer-Born (1994)

Dori Schaer besuchte die Schulen im Kanton Bern und liess sich dort zur Primarlehrerin ausbilden. Als Lehrerin arbeitete sie auch ein Jahr an der Schweizer Schule in Rio de Janeiro und eineinhalb Jahre an einer Baustellenschule in Thailand.

## Politische Tätigkeit

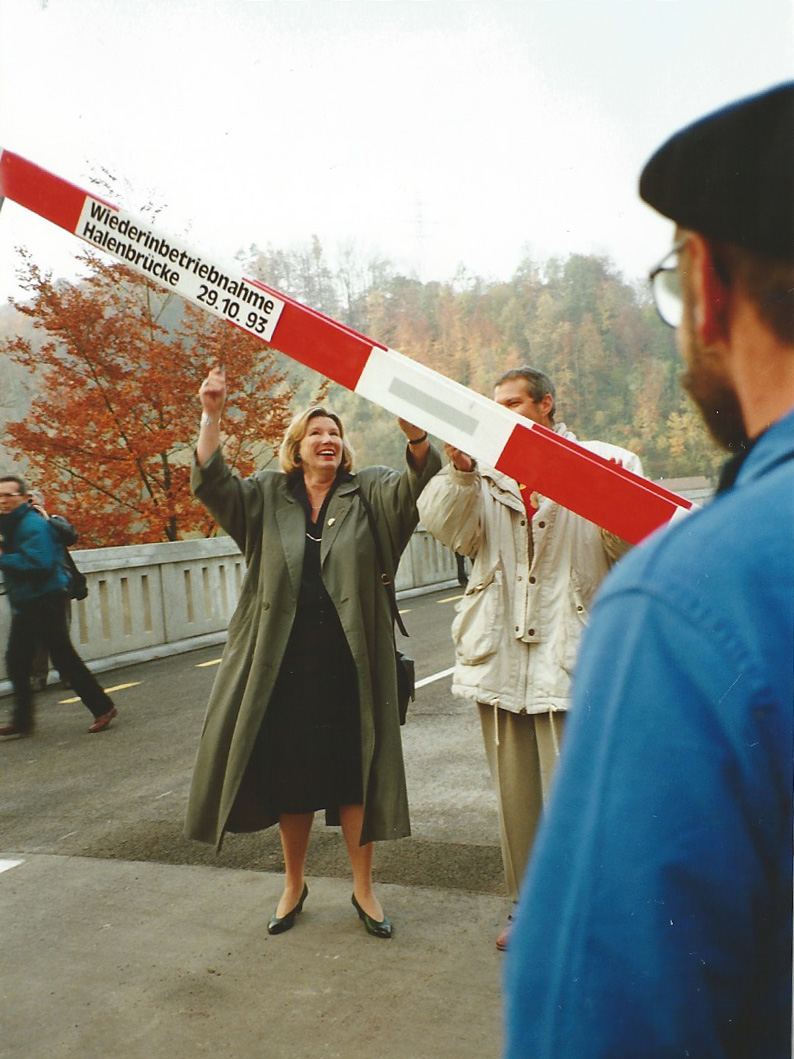
Regierungsrätin Dori Schaer-Born eröffnet die sanierte Halenbrücke (1993)

1985 wurde Dori Schaer-Born als Gemeinderätin von Mühleberg gewählt. 1986 gelang ihr der Sprung ins kantonale Parlament, den Grossen Rat. Dort präsidierte sie die sozialdemokratische Fraktion. Am 15. Mai 1992 wurde sie in die Kantonsregierung gewählt, in den Regierungsrat. Dort zeichnete sie unter anderem für die Entwicklung des Minergiekonzeptes und des Gleichstellungs-Projektes "Parte"verantwortlich.
Eine wichtige Rolle spielte sie auf nationaler Ebene bei der Streitfrage, ob die Neue Eisenbahnalpentransversale einzig einen Basistunnel durch den Gotthard enthalten sollte oder auch einen durch den Lötschberg. Hatte sich Schaer als Grossrätin noch kritisch gezeigt gegenüber dem Lötschbergtunnel, weil sie aus ökologischen Gründen zunehmende Mobilität fürchtete, änderte sie ihre Meinung als Regierungsrätin. Sie setzte sich für diesen Tunnel ein, um die Verlegung des alpenquerenden Güterverkehrs von der Strasse auf die Schiene zu fördern. Auf der anderen Seite plädierte Bundesrat Otto Stich aus finanziellen Gründen einzig für den Gotthard-Basistunnel. Gebaut wurden schliesslich beide Tunnels.
Am 31. Mai 2002 trat Dori Schaer-Born als Regierungsrätin zurück.

## Andere öffentliche Ämter
Von 2002 bis 2007 war sie Zentralpräsidentin der Neuen Helvetischen Gesellschaft. 2003 wurde sie vom Bund zur Präsidentin der Expertenkommission für das neue Stromversorgungsgesetz ernannt. Dieses Amt übte sie bis 2005 aus.  Von 2004 bis 2011 präsidierte sie die kantonale Fachkommission für Gleichstellungsfragen. Ab 2003 bis 2010 war sie Präsidentin des Stiftungsrates des Ökozentrum, vormals bekannt als Ökozentrum Langenbruck, respektive amtlich als  Stiftung für angepasste Technologie und Sozialökologie.